# Peter Pumm
Peter Pumm (Viena, 3 de abril de 1943) es un exjugador de fútbol austríaco.

## Carrera

### Clubes
A la edad de 18 años, Pumm pertenecía al Simmeringer SC, donde jugó 54 partidos en tres temporadas, en las que marcó cuatro goles, y pasó al FC Wacker Innsbruck, (rival de su club en liga) debido al descenso en 1964. Después de cuatro temporadas y dos subcampeonatos de liga, se marchó a Alemania para fichar por el Bayern de Múnich en la temporada 1968/69.
Con el Bayern disputó 84 partidos de la Bundesliga, en los que marcó dos goles. El 17 de agosto de 1968 (1. Jornada) debutó en la victoria por 2-0 en casa contra el 1. FC Kaiserslautern, el 12 de septiembre de 1969 (5. Jornada) marcó su primer gol en la victoria por 3-0 en casa ante el Borussia Dortmund. Junto con su compatriota Gustl Starek, celebró el doblete en 1969 al ganar el título del campeonato y la Copa DFB. En 1971 terminó sus exitosos años en Múnich con otra copa doméstica y regresó a Austria.
Con el Donawitzer SV Alpine jugó cuatro temporadas, incluida una en la liga nacional de segunda categoría, ya que el club fue excluido de la máxima división en 1974. En la Bundesliga ocupó los puestos 6.º, 9.º y 6.º antes de descender.
Para la temporada 1975/76 fue fichado por los entonces campeones SSW Innsbruck (el sindicato de WSG Swarovski Wattens y FC Wacker Innsbruck ). En su primera temporada, Pumm jugó seis veces y alcanzó el subcampeonato de liga. Con su único partido de la Bundesliga, en una victoria por 2-0 en casa contra Austria / WAC (el sindicato de FK Austria Wien y Wiener AC) el 11 de septiembre de 1976 (8. Jornada), contribuyó a lograr el campeonato en su última temporada como jugador activo.

### Selección nacional
Entre 1965 y 1973, Pumm jugó 19 veces en la selección absoluta. Hizo su debut el 9 de octubre de 1965 en Stuttgart en la derrota 1: 4 contra Alemania ; su último partido lo jugó el 28 de marzo de 1973 en Viena en la sorprendente victoria por 1-0 sobre Holanda. Marcó su único gol internacional en la clasificación para el Mundial de 1974 en la victoria por 2-0 sobre Suecia el 10 de junio de 1972 en Viena.

## Palmarés
- Campeón de Alemania 1969 (con el FC Bayern de Múnich)
- Campeón de la Copa DFB 1969, 1971 (con el FC Bayern de Múnich)
- Campeón de Austria 1977 (SSW Innsbruck)

## Premios
- Futbolista austriaco del año 1971 tras la elección de futbolista de la Krone (votado por los lectores del Kronen Zeitung )